# Наваждения (книга)
«Наваждения» — пятый (четвертый в самых ранних изданиях) том фэнтези-сериала Лабиринты Ехо Макса Фрая. Книга содержит две повести, повествующие о приключениях сэра Макса в мире Ехо.

## Краткое содержание
Мир становится все более зыбким; что мерещится, что, что происходит на самом деле? – почти невозможно понять. Да и что такое «на самом деле»? Какое из дел человеческих следует полагать «самым»? И, собственно, почему?
Удовлетворительного ответа на этот вопрос не знает никто, о чем любит напоминать своим читателям Макс Фрай. Он, впрочем, и сам-то куда больше похож на наваждение, чем на автора книги, которую вы купите наяву, а читать, вполне возможно, будете во сне.

### Зелёные воды Ишмы
В Ехо начинают пропадать люди. Единственное, что наводит на какие-то мысли, — все они плыли на лодках или шли по мостам через реку Хурон, на которой стоит Ехо.
Вскоре сэр Макс и сэр Кофа Йох становятся свидетелями столпотворения на мосту Гребень Ехо: множество людей неподвижно замерли у перил моста, глядя на воды Хурона. Макс решает на собственном опыте проверить, в чём дело, и начинает смотреть на воду. Вскоре ему начинает казаться, что вода приобрела зеленоватый оттенок, и он начинает слышать смутное бормотание: стихи о зелёной воде. Однако меч короля Мёнина даёт о себе знать и выводит Макса из-под власти наваждения.
Однако большинство людей легко поддавались этому наваждению, многие начинали прыгать в реку. Полиция вывела людей с мостов, в городе стали следить за тем, чтобы никто больше не прыгал в реку.
В это время в Дом у Моста приходит хозяйка одного антикварного магазина и рассказывает, что её муж Нумминорих Кута уснул на дне бассейна, вода в который поступает из Хурона. Макс вытаскивает его оттуда, вновь испытывая воздействие наваждения: становится ясно, что молодой человек пал его жертвой.
Сэр Джуффин приводит Нумминориха в чувства, и тайные сыщики пытаются решить, как им теперь отыскивать людей, попрыгавших в реку, ведь нужно их спасти. И тут оказывается, что у сэра Нумминориха редкий дар: он чувствует даже самые неуловимые запахи, в частности запахи людей. Он помогает Джуффину, Максу, Мелифаро и Шурфу (все они в той или иной степени могут бороться с наваждением) спасать людей из реки.
Параллельно выясняется причина происходящего: в Хурон попало древнее существо из залива Ишма у берегов материка Уандук. Оно насылало наваждение, в результате которого смотрящий на воду видел её воды зелёными и через какое-то время прыгал на дно. Существо же это питалось своими жертвами.
Находится простое, хотя и весьма опасное решение: Макс поддаётся наваждению, прыгает в воду, при этом его незаметно охраняет Лонли-Локли. А когда чудовище попытается пообедать новой жертвой, Лонли-Локли должен его уничтожить.
Так всё и случилось: существо было уничтожено, Хурон больше не подвергался наваждениям.
Перед окончанием истории Макс уговаривает Джуффина взять Нумминориха на службу в тайный сыск, мотивируя это тем, что после отъезда Меламори они остались без мастера преследования, не считая самого Макса, а Нумминорих мог бы неплохо заменить эту должность.

### Сладкие грёзы Гравви
Однажды утром в Дом у Моста пришла жена Мелифаро Кенлех. Она рассказала, что с Мелифаро что-то случилось: он сидит в гостиной с счастливым видом и не реагирует на внешние раздражители. Поехав к нему домой, Макс, Кофа и Нумминорих выясняют, что причина в крошечной коробочке, которую Мелифаро зажал в руке и не хочет (или не может) выпустить. Оказывается, что это — шкатулка Гравви, один из видов волшебных вещей Куманского халифата. Взявший в руки этот предмет видел и ощущал то, чего бы он всегда хотел, о чём мечтал, и не выходил из этого состояния, пока не умирал от истощения.
Оказалось, что куманский халиф отправил эту шкатулку одному своему подданному, всерьёз задумавшемуся о захвате власти. Однако тот сразу понял, что это такое, и предпочёл бежать из страны. По дороге на его корабль напал пиратствующий брат Мелифаро Анчифа. И теперь Мелифаро-младший по просьбе их отца сэра Манги отправился на куманский корабль, чтобы уладить этот инцидент. Капитан сделал вид, что согласен, и отдал Мелифаро Гравви, чтобы тот передал её брату, якобы в знак примирения.
Теперь Максу и сэру Кофе пришлось отправиться на корабле Анчифы в Кумон, чтобы узнать у халифа, как можно спасти человека в такой ситуации. Оказалось, что для этого необходимо омыть руки в источнике боли в зачарованном городе Черхавле. Макс находит город, где у него происходит очень интересный разговор с местными жителями — существами из другого мира, Мира Бликов.
На следующий день герои находят нужный источник, сэр Кофа опускает руку в него, и они понимают, что источник тот самый — даже после слабого хлопка по щеке этой рукой Макса охватила страшная боль, а потом рассеялось наваждение Черхавлы: оказалось, что весь город состоит из пятен света, из бликов. Но город не хотел его выпускать: ему очень понравились сны Макса. И лишь хитростью ему удалось вырваться оттуда.
Макс и Кофа вернулись в Ехо на летающем пузыре Буурахри — уандукском летательном аппарате, который с тех пор перешёл в пользование Тайного сыска и городской полиции для патрулирования города.

## Интересные факты
- Стихотворение «Я так давно родился…», играющее важную роль в повести «Зелёные воды Ишмы», принадлежит перу Арсения Тарковского.